# 16759 Furuyama
16759 Furuyama este un asteroid din centura principală de asteroizi.

## Descriere
16759 Furuyama este un asteroid din centura principală de asteroizi. A fost descoperit pe 10 octombrie 1996 la Kuma Kogen de Akimasa Nakamura. Asteroidul prezintă o orbită caracterizată de o semiaxă mare de 2,74 ua, o excentricitate de 0,16 și o înclinație de 4,5° în raport cu ecliptica.